# Elaine Powell
Elaine Powell (Monroe, 9 agosto 1975) è un'ex cestista e allenatrice di pallacanestro statunitense, professionista nella ABL e nella WNBA.

## Carriera
È stata selezionata dalle Orlando Miracle al quarto giro del Draft WNBA 1999 (50ª scelta assoluta).

## Palmarès
- 2 volte campionessa WNBA (2003, 2008)